# Susana Kasakoff
Susana Kasakoff (* im 20. Jahrhundert in Buenos Aires) ist eine argentinische Pianistin.
Kasakoff begann ihre musikalische Ausbildung bei Betty Grinjot. Sie studierte am Konservatorium Carlos López Buchardo und setzte ihre Ausbildung fort bei
Antonio de Raco am Konservatorium Juan José Castro, wo sie als Professorin für Klavier wirkt. 1975 gewann sie den ersten Preis beim internationalen
Wettbewerb für junge Pianisten der Asociación Filarmónica de Mendoza, wo sie mit dem Sinfonieorchester der Universität von San Juan unter Leitung von
Mario Benzecry Sergei Prokofjews Erstes Klavierkonzert aufführte. 1981 spielte sie mit Gerardo Gandini Werke von Komponisten des 20. Jahrhunderts.
In Konzertzyklen am Teatro Colón, dem Goethe-Institut in Buenos Aires, dem Centro Cultural Recoleta und der Fundación San Telmo spielte sie Werke u. a. von György Ligeti, Karlheinz Stockhausen, Pierre Boulez, Charles Ives und Arnold Schoenberg sowie von argentinischen Komponisten wie Germán Cancián, Marta Lambertini, Julio Viera, Juan Carols Paz und Gerardo Gandini. Bekannt wurde ihre Interpretation von Charles Ives’
Sonata Concord, die sie 1983 zum ersten Mal aufführte.
1987 spielte sie im Teatro Colón mit dem Orquesta Filarmónica de Buenos Aires unter Leitung von Pedro Ignacio Calderón Béla Bartóks Erstes Klavierkonzert. 1997 führte sie mit dem Orquestra Sinfonica Nacionál Ligetis Klavierkonzert auf, 2001 mit dem gleichen Orchester unter Leitung von Guillermo Scarabino Aaron Coplands Klavierkonzert. 2001 erschien ihre CD Kasakoff plays Senanes, für die sie den Preis Tribuna de Música Argentina 2001 der UNESCO erhielt. Im gleichen Jahr führte sie Olivier Messiaena Oiseaux exotiques mit dem Orquestra Filarmonica de Buenos Aires unter Leitung von Alejo Pérez Pouillieux am Teatro Colón auf.
Beim Festival de Tango de la ciudad Buenos Aires 2002 führte sie im Konzertprogramm Las dos orillas Werke von Claudio Alsuyet und Martín Liut auf. 2003 wurde sie an das Center for Digital Arts and Experimental Media in Seattle eingeladen, um dort Ives’ Sonata Concord und Juan Pampíns elektroakustische Komposition Oíd zu spielen. Letztere spielte sie auch auf der CD Susana Kasakoff – Piano ex Machina ein.